# قوشما
قوشما یا «قوشمالار» (به ترکی آذربایجانی: Qoşma)، دوبیتی گونه ایی است که گونه ای از شعر آذربایجانی بوده که دارای ۵ بند و (در برخی موارد بیشتر از ۵ بند) و هر بند نیز ۴ مصراع و هر مصراع نیز ۱۱ هجا دارد.
قوشما از سه، پنج، یا هفت بند تشکیل شده‌است. هر بند چهار مصراع دارد، و هر مصراع دارای یازده هجا است. سه مصراع هر بند با هم و مصراع آخر تمام بندها با همدیگر هم قافیه‌اند (... abcb, dddb, eeeb). در بند آخر، که مهربند نام دارد، سراینده تخلص خود را عنوان می‌کند. قوشما، بسته به محتوی کلامی، انواع مختلف دارد که معروفترین آن‌ها عبارتند از، استادنامه، وجودنامه، گزللمه (Gözəlləmə)، و قفل بند (Qıfılbənd).

## ویژگی‌های سبک شعری
- سهل الوصول بودن فکر و اندیشه شاعر
-استفاده از آرایه‌های متنوع لفظی و معنوی از جمله (جناس، تضاد، حس آمیزی، تصاویر مردمی و ملموس و شاعرانه، تفکر اجتماعی، ترجیح خرد جمعی بر خرد فردی شاعر و…
- قوی بودن حس صمیمیت و همذات پنداری
- مخاطب مداری شعر و شاعر
- داشتن رسالت شاعرانه و تعهدی شعری
- سهل و ممتنع بودن قوشما
- خاصیت تاویل پذیری و چندصدایی
- داشتن تصاویر مردمی و خلاقانه
- همچنین مردمی بودن این قالب از لحاظ کلیه شاخصه‌های شعری باعث محبوبیت این قالب در بین توده‌های مختلف مردم شده‌است.
- همراه با ساز و آواز سروده و اجرا می‌شود (فی البداهه بودن آن)
- مضامین ترکیبی مانند: عشق و عرفان، دینی اجتماعی، عشق و عقیده و ایدئولوژی، اجتماعی عرفانی، عقل و عشق و عرفان، دین و فلسفه، مذهب و فلسفه، عشقی مذهبی، باورهای عرفی و شرعی و…
قوشما از لحاظ تعدا هجاها (فقط تعداد هجاها) با قالب رایج منظومه جاوید (حیدربابایه سلام) شهریار یکی می‌باشد یعنی هر مصراع این دو دارای ۱۱ هجا می‌باشد ولی این دو، تفاوت‌های زیادی با هم دارند مثلاً هر بند حیدربابا ۵ مصراع است که در هر بند مصراع‌های اول و دوم و سوم با هم هم‌قافیه و مصراع‌های چهارم و پنجم نیز هم‌قافیه هستند در کل هر بند حیدربابایه سلام دارای موضوع و قافیه جداگانه ای است.

## تاریخچه
سبک شعر قوشما را واقف وارد ادبیات رسمی کردو پس از او شاعران بسیاری مانند: ودادی، ذاکر، نباتی قره داغی و عاشیق پری که تحت تأثیر شعر عاشیقی، قوشماهایی زیبا سرودند.